# Magyar Filmkritikusok Díja
A Magyar Filmkritikusok Díja 1962-ben létrehozott filmművészeti elismerés, amivel az előző naptári évben bemutatott magyar filmeket és alkotóikat díjazza a Magyar Újságírók Országos Szövetségének a Filmkritikusok Nemzetközi Szövetsége (FIPRESCI) magyar tagozataként működő Film- és Tévékritikusi Szakosztálya.

## Díjazottak
| Díjazottak évenként |                                                                     |
| 1960-as évek        | 1962 • 1963 • 1964 • 1965 • 1966 • 1967 • 1968 • 1969               |
| 1970-es évek        | 1970 • 1971 • 1972 • 1973 • 1974 • 1975 • 1976 • 1977 • 1978 • 1979 |
| 1980-as évek        | 1980 • 1981 • 1982 • 1983 • 1984 • 1985 • 1986 • 1987 • 1988 • 1989 |
| 1990-es évek        | 1990 • 1991 • 1992 • 1993 • 1994 • 1995 • 1996 • 1997 • 1998 • 1999 |
| 2000-es évek        | 2000 • 2001 • 2002 • 2003 • 2004 • 2005 • 2006 • 2007 • 2008 • 2009 |
| 2010-es évek        | 2010 • 2011 • 2012 • 2013 • 2014 • 2015 • 2016 • 2017 • 2018 • 2019 |
| 2020-as évek        | 2020 • 2021 • 2022 • 2023 • 2024 • 2025 •                           |

### 1960-as évek
1962
- nagydíj: Két félidő a pokolban (rendezte: Fábri Zoltán)
- operatőr: Hildebrand István (Katonazene)
- női alakítás: Pap Éva (Megöltek egy leányt)
- férfi alakítás: Sinkovits Imre (Két félidő a pokolban, Próbaút)
- kisfilm rendezés: Korompai Márton (Vigyázat, mázolva!)
- forgatókönyv: Nem adták ki

1963
- nagydíj: Megszállottak (r.: Makk Károly)
- operatőr: Szécsényi Ferenc (Angyalok földje)
- férfi alakítás: Makláry Zoltán (Angyalok földje)
- kisfilm rendezés: Szabó István (Variáció egy témára, Koncert)
- női alakítás: nem adták ki
- forgatókönyv: nem adták ki

1964
- nagydíj: Oldás és kötés (r.: Jancsó Miklós)
- operatőr: Tóth János (Nappali sötétség), Somló Tamás (Oldás és kötés)
- férfi alakítás: Koncz Gábor (Mindennap élünk, Germinal)
- férfi epizódszereplő: Siménfalvy Sándor (Isten őszi csillaga)
- kisfilm rendezés: Sára Sándor (Cigányok), Takács Gábor (Aranymetszés)
- Különdíj: Párbeszéd
- Közös munka: Hogy állunk, fiatalember? alkotócsoportja
- Kitüntető oklevél: Váradi Hédi (Válás olasz módra – szinkron), Somogyvári Rudolf (Előzés – szinkron), Kosztolányi Balázs (Hogy állunk, fiatalember? – gyerekszereplő)
- női alakítás: nem adták ki
- forgatókönyv: nem adták ki

1965
- nagydíj: Nehéz emberek (r.: Kovács András)
- rendező: Gaál István (Sodrásban)
- operatőr: Sára Sándor (Sodrásban)
- női alakítás: Tolnay Klári (Pacsirta)
- férfi alakítás: Páger Antal (Pacsirta, Hattyúdal, Honfoglalás)
- Különdíj: Banovich Tamás (Az életbe táncoltatott leány)

1966
- nagydíj: Húsz óra (r.: Fábri Zoltán), Szegénylegények (r.: Jancsó Miklós)
- operatőr: Somló Tamás (Így jöttem, Szegénylegények)
- női alakítás: Ruttkai Éva (Butaságom története)
- férfi alakítás: Görbe János (Húsz óra, Szegénylegények), Sinkovits Imre (A tizedes meg a többiek)
- különdíj: A tizedes meg a többiek (r.: Keleti Márton)

1967
- nagydíj: Hideg napok (r.: Kovács András)
- operatőr: Hildebrand István (Egy magyar nábob, Kárpáthy Zoltán)
- női alakítás: Törőcsik Mari (Sikátor)
- férfi alakítás: Mensáros László (Aranysárkány)
- Különdíj: Apa (r.: Szabó István)
- vígjáték: Fügefalevél (r.: Máriássy Félix)

1968
- nagydíj: Csillagosok, katonák (r.: Jancsó Miklós)
- operatőr: Zsombolyai János (Nyár a hegyen, Szevasz, Vera!), Somló Tamás (Csillagosok, katonák; Egy szerelem három éjszakája)
- női alakítás: Dajka Margit (Hogy szaladnak a fák, Változó felhőzet)
- férfi alakítás: Mensáros László (Szevasz, Vera!)
- különdíj: Tízezer nap (r.: Kósa Ferenc, op.: Sára Sándor)

1969
- nagydíj: Falak (r.: Kovács András, Csend és kiáltás (r.: Jancsó Miklós)
- operatőr: Kende János (Csend és kiáltás, Holdudvar), Zsombolyai János (Bohóc a falon, Fejlövés)
- női alakítás: Törőcsik Mari (Csend és kiáltás, Holdudvar)
- férfi alakítás: Kállai Ferenc (Elsietett házasság, Mi lesz veled Eszterke?)

### 1970-es évek
1970
- nagydíj: Feldobott kő (r.: Sára Sándor), Fényes szelek (r.: Jancsó Miklós)
- elsőfilmes rendező: Gábor Pál (Tiltott terület)
- férfi alakítás: Latinovits Zoltán

1971
- nagydíj: Szerelem (r.: Makk Károly)
- női alakítás: Törőcsik Mari, Darvas Lili (Szerelem)
- operatőr: Tóth János (Szerelem), Ragályi Elemér (Arc)

1972
- nagydíj: Szinbád (r.: Huszárik Zoltán)
- operatőr: Sára Sándor (Szinbád)
- női alakítás: Dajka Margit (Szinbád)
- elsőfilmes rendező: Böszörményi Géza (Madárkák)

1973
- nagydíj: Fotográfia (r.: Zolnay Pál)
- operatőr: Kende János
- női alakítás: Drahota Andrea (Még kér a nép)
- férfi alakítás: Harsányi Gábor (Jó estét nyár, jó estét szerelem), Zala Márk (Még kér a nép, Fotográfia)
- fiatal rendező: Gazdag Gyula

1974
- nagydíj: Régi idők focija (r.: Sándor Pál)
- operatőr: Sára Sándor (Tűzoltó utca 25., Nincs idő)
- női alakítás: Békés Rita (Tűzoltó utca 25.)
- férfi alakítás: Bencze Ferenc (Plusz-mínusz egy nap, Egy kis hely a nap alatt)
- epizódszereplő: Eva Rass (Álljon meg a menet)

1975
- nagydíj: 141 perc a befejezetlen mondatból (r.: Fábri Zoltán)
- operatőr: Illés György (141 perc a befejezetlen mondatból)
- elsőfilmes rendező: Maár Gyula (Végül)
- forgatókönyv: Galgóczi Erzsébet (Pókháló)
- női alakítás: Csomós Mari (141 perc a befejezetlen mondatból, Makra)
- férfi alakítás: Jozef Kroner és Szabó Gyula (Végül)

1976
- nagydíj: Jutalomutazás (r.: Dárday István)
- operatőr: Koltai Lajos (Jutalomutazás, Déryné hol van?)
- női alakítás: Törőcsik Mari (Déryné hol van?)
- férfi alakítás: Bihari József

1977
- nagydíj: Árvácska (r.: Ranódy László)
- különdíj: Amerikai anzix (r.: Bódy Gábor)
- forgatókönyv: Csurka István és Dömölky János (A kard)
- operatőr: Ragályi Elemér (Herkulesfürdői emlék, Vörös Rekviem, Talpuk alatt fütyül a szél)
- női alakítás: Monori Lili (Kilenc hónap, Ha megjön József), Temessy Hédi (A kard, Tükörképek, Herkulesfürdői emlék)
- férfi alakítás: Cserhalmi György (Kisértet Lublón, Azonosítás, Tükörképek), Bálint András (Tükörképek)

1978
- nagydíj: Veri az ördög a feleségét (r.: András Ferenc)
- operatőr: Koltay Lajos (Veri az ördög a feleségét)
- női alakítás: Makay Margit (Egy erkölcsös éjszaka), Pásztor Erzsi (Veri az ördög a feleségét)
- férfi alakítás: Madaras József (Pókfoci)
- női epizódszereplő: Tarján Györgyi (Apám néhány boldog éve, Egy erkölcsös éjszaka)
- férfi epizódszereplő: Koltay Róbert (Pókfoci)

1979
- nagydíj: A ménesgazda (r.: Kovács András), Filmregény (r.: Dárday István)
- elsőfilmes rendező: Tarr Béla (Családi tűzfészek)
- forgatókönyv: Müller Péter (K. O.)
- operatőr: Pap Ferenc (Filmregény, Családi tűzfészek)
- női alakítás: Esztergályos Cecília (BUÉK!), Pap Éva (Magyarok)
- férfi alakítás: Bujtor István (BUÉK!)
- férfi epizódszereplő: Bencze Ferenc (K. O., Kihajolni veszélyes)

### 1980-as évek
1980
- nagydíj: Angi Vera (r.: Gábor Pál, Ajándék ez a nap (r.: Gothár Péter)
- elsőfilmes rendező: Jeles András (A kis Valentino)
- operatőr: Ragályi Elemér (Szabadíts meg a gonosztól)
- női alakítás: Pogány Judit (Ajándék ez a nap, Mese habbal)
- férfi alakítás: Szabó Lajos (A kedves szomszéd, Ajándék ez a nap)

1981
- nagydíj: Nem adták ki
- forgatókönyv: Szalai Györgyi (Vámmentes házasság, Harcmodor)
- női alakítás: Esztergályos Cecília (Vámmentes házasság, Boldog születésnapot, Marilyn!)
- férfi alakítás: Fekete András (Békeidő)

1982
- nagydíj: Mephisto (r.: Szabó István)
- operatőr: Ragályi Elemér (Ripacsok)
- díszlettervező: Banovich Tamás (A zsarnok szíve, avagy Boccaccio Magyarországon)
- női alakítás: Básti Juli (Kettévált mennyezett)
- férfi alakítás: Rolf Hoppe (Mephisto)
- férfi epizódszereplő: Koltai Róbert (Boldogtalan kalap)
- rövidfilm: Fehér Tamás (A modell és a könyv)
- animációs film: A légy (r.: Rofusz Ferenc)

1983
- nagydíj: Megáll az idő (r.: Gothár Péter)
- operatőr: Koltai Lajos (Megáll az idő)
- forgatókönyv: Böszörményi Géza (Szívzűr)
- zeneszerző: Kovács György
- női alakítás: Jadwiga Jankowska-Cieslak (Egymásra nézve)
- férfi alakítás: Cserhalmi György (Dögkeselyű)
- női epizódszereplő: Básti Juli, Pogány Judit (Szívzűr)
- férfi epizódszereplő: Hollósi Frigyes (Cha-Cha-Cha)
- dokumentumfilm: Bankett (r.: Gazdag Gyula)
- rövidfilm: Az élővilág színei (r.: Triefbrunner László)

1984
- nagydíj: Együttélés (r.: Gyarmathy Lívia)
- elsőfilmes rendező: Szurdi Miklós (Hatásvadászok)
- operatőr: Tóth János (Örökmozi)
- férfi alakítás: Eperjes Károly (Könnyű testi sértés), Bodrogi Gyula (Szerencsés Dániel), Zenthe Ferenc (Jób lázadása)
- dokumentumfilm rendezés Szobolits Béla (Macskaköröm)
- dokumentumfilm operatőr: Fifilina József (Macskaköröm)
- animációs film rendezés: Cakó Ferenc (Ad Astra)

1985
- nagydíj: Napló gyermekeimnek (Mészáros Márta)
- dokumentumfilm rendező: Schiffer Pál (Földi paradicsom, Nyugodjak békében)
- operatőr: Kardos Sándor (Angyali üdvözlet)
- női alakítás: Udvaros Dorottya (Te rongyos élet)
- férfi alakítás: Lukáts Andor (Eszkimó asszony fázik)
- rövidfilm: Szabó Árpád (Harang születik)
- animációs film: Reisenbüchler Sándor (Békéltető expedíció a Mars bolygóra 2895-ben)

1986
- nagydíj: A tanítványok (r.: Bereményi Géza), Szirmok, virágok, koszorúk (r.: Lugossy László)
- animációs film: Gravitáció (Rofusz Ferenc)
- dokumentumfilm: Eskü (Fehéri Tamás)
- operatőr: Ragályi Elemér (Társasutazás)
- női alakítás: Bodnár Erika (Őszi almanach)
- férfi alakítás: Eperjes Károly (A tanítványok, Redl ezredes)

1987
- nagydíj: Falfúró (r.: Szomjas György), Egészséges erotika (r.: Tímár Péter), Kovbojok (r.: Schiffer Pál)
- forgatókönyv Esterházy Péter és Gothár Péter (Idő van)
- operatőr: Grunwalsky Ferenc (Falfúró)
- női alakítás: Ozsda Erika (Visszaszámlálás)
- férfi alakítás: Eperjes Károly (Visszaszámlálás, A nagy generáció)
- férfi epizódszereplő: Andorai Péter (Falfúró)
- dokumentumfilm: Erőviszonyok (r.: Paulus Lajos)
- animációs film: Fények virradat előtt (r.: Békési Sándor), Souvenir (r.: Luc Degryse)

1988
- nagydíj: Hol volt, hol nem volt (r.: Gazdag Gyula)
- dokumentumfilm: Az utolsó szó jogán (r.: Kósa Ferenc)
- elsőfilmes rendező: Dér András és Hartai László (Szépleányok)
- operatőr: Tímár Péter (Moziklip)
- női alakítás: Básti Juli (Laura)
- férfi alakítás: Garas Dezső (Malom a pokolban)
- női epizódszereplő: Bánsági Ildikó (Csók, Anyu)
- férfi epizódszereplő: Ujlaki Dénes (Gondviselés)

1989
- nagydíj: Egy teljes nap (r.: Grunwalsky Ferenc)
- dokumentumfilm: A Dunánál (r.: Magyar Bálint és Schiffer Pál)
- operatőr: Medvigy Gábor (Egy teljes nap)
- férfi alakítás: Szirtes Ádám (Tiszta Amerika)
- hangeffektusok: Szomjas György (Mr. Universe)
- produceri díj: Mozgókép Innovációs Társulás (Egy teljes nap, Rocktérítő, Faludy György költő)

### 1990-es évek
1990
- nagydíj: Álombrigád (r.: Jeles András), Az én XX. századom (r.: Enyedi Ildikó)
- dokumentumfilm: Recsk 1950-1953, egy titkos kényszermunkatábor története (r.: Gyarmathy Lívia és Böszörményi Géza), Ember Judit (dokumentumfilmes munkásságáért)
- forgatókönyv: Bereményi Géza (Eldorádó)
- operatőr: Máthé Tibor (Én XX. századom)
- zeneszerző: Vidovszky László (Az én XX. századom)
- férfi alakítás: Dorotha Segda (Az én XX. századom), Eperjes Károly (Eldorádó), Máté Gábor (Mielőtt befejezi röptét a denevér)

1991
- B. Nagy László-díj: Kicsi, de nagyon erős (r.: Grunwalsky Ferenc)
- operatőr: Grunwalsky Ferenc (Kicsi, de nagyon erős, Könnyű vér), Klöpfler Tibor (Céllövölde)
- zeneszerző: Másik János és Szemző Tibor (Meteo)
- dokumentumfilm: Gulyás Gyula és Gulyás János (Málenkij robot), Vészi János (A halál villamosa)
- első filmes: Szőke András (Vattatyúk)
- női alakítás: Für Anikó (Szoba kilátással)
- férfi alakítás Gáspár Sándor (Kicsi de nagyon erős)
- különdíj: Fehér György (Szürkület)

1992
- B. Nagy László-díj: Privát Magyarország (Forgács Péter)
- elsőfilmes rendező: Salamon András (Zsötem)
- női alakítás Básti Juli (Sztálin menyasszonya)
- férfi alakítás: Lukáts Andor és Salamon András (Zsötem)
- különdíj: Böszörményi Zsuzsa (Egyszer volt, hol nem volt)

1993
- B. Nagy László-díj: Roncsfilm (r.: Szomjas György)
- dokumentumfilm: Itéletlenül (r.: Almási Tamás)
- különdíj: Szőke András (Európa Kemping, Roncsfilm)
- operatőr: Grunwalsky Ferenc (Goldberg variációk, Roncsfilm)
- női alakítás: Johanna ter Steege (Édes Emma, drága Böbe)
- férfi alakítás: Gáspár Sándor (Goldberg variációk, Csapd le csacsi!, Ördög vigye, Vörös vurstli, Roncsfilm)
- női epizódszereplő: Kathleen Gati (Goldberg variációk)
- férfi epizódszereplő: Garas Dezső (A skorpió megeszi az ikreket reggelire)
- filmzene: ifj. Kurtág György (Goldberg variációk)
- elismerő oklevél: Tóth János (Az obsitos és A falu rossza filmek rekonstrukciójáért), Fiatal Művészek Studiója (Közjáték)

1994
- B. Nagy László-díj: Senkiföldje (Jeles András)
- operatőr: Sas Tamás (Gyerekgyilkosságok)
- női alakítás: Láng Éva (Senkiföldje)
- férfi alakítás: Halász Péter (Sade márki és élete, Senkiföldje)
- epizódszereplő: Balogh Mária (Gyermekgyilkosságok)
- filmzene: Dés László (Sose halunk meg, Anna filmje)
- különdíj: Sose halunk meg
- posztumusz díj: Szörény Rezső

1995
- B. Nagy László-díj: Utrius (r.: Grunwalsky Ferenc)
- elsőfilmes rendező: Szederkényi Júlia (Paramicha)
- férfi alakítás Kovács Lajos (Woyzeck)
- női alakítás Csomós Mari Változó felhőzet
- operatőr: Máthé Tibor, Medvigy Gábor (Sátántangó)
- forgatókönyv: Krasznahorkai László és Tarr Béla (Sátántangó)
- dokumentumfilm: A színésznő és a halál (r.: Dettre Gábor)
- tévéfilm: Száműzöttek (Gyöngyössy Imre, Kabay Barna és Petényi Katalin)

1996
- B. Nagy László-díj: A részleg (r.: Gothár Péter)
- operatőr: Vivi Dragan Vasile (A részleg)
- elsőfilmes rendező: Pacskovszky József (Esti Kornél csodálatos utazása)
- tévéfilm: Mirád (r.: Bezerédy Zoltán)
- dokumentumfilm: Elektra Kft (r.: Schiffer Pál)
- női alakítás: Nagy Mária (A részleg)
- férfi alakítás Máté Gábor (Esti Kornél csodálatos utazása)
- női epizódszereplő: Hernádi Judit (Brooklyni testvér)
- férfi epizódszereplő: Szarvas József (A részleg)
- különdíj: Szirtes Tamás (Lumière tekercsek)

1997
- B. Nagy László-díj: Bolse vita (r.: Fekete Ibolya)
- rendezés: Gothár Péter (Haggyállógva, Vászka)
- dokumentumfilm: Almási Tamás (Meddő, Szívügyem)
- tévéjáték: Dömölky János (Valencia rejtély), Mihályfi Imre (Mohács)
- A televíziós formanyelvi eszközök újszerű felhasználása: Kamondi Zoltán (Arany nyugágy)
- operatőr: Sas Tamás (Szeressük egymást gyerekek, az Ég a város ég a ház is epizódja)
- női alakítás: Eszenyi Enikő
- férfi alakítás: Benkő Gyula

1998
- B. Nagy László-díj: Hosszú alkony (r.: Janisch Attila)
- Különdíj: Moldoványi Ferenc (Az út)
- vígjáték: Tímár Péter (Csinibaba)
- dokumentumfilm: Forgács Péter (Örvény)
- operatőr: Máthé Tibor (Witman fiúk, Az út)
- forgatókönyv: Simó Sándor és Kőszegi Edit (Franciska vasárnapjai)
- filmzene: Szemző Tibor (Az út, Örvény)
- női alakítás: Törőcsik Mari (Hosszú alkony)
- férfi alakítás: Ujlaki Dénes (Franciska vasárnapjai)

1999
- B. Nagy László-díj: Szenvedély (r.: Fehér György)
- rendezés: Makk Károly (A játékos)
- különdíj: Sas Tamás (Presszó)
- operatőr: Grunwalsky Ferenc (Gengszterfilm)
- elsőfilmes rendező: Hajdu Szabolcs (Nekropolisz)
- női alakítás: Fullajtár Andrea, Kecskés Karina és Söptei Andrea (Presszó)
- férfi alakítás: Mucsi Zoltán és Scherer Péter (Gengszterfilm)
- dokumentumfilm: Almási Tamás (Ózd sorozat), Schiffer Pál

### 2010-es évek
2010
- B. Nagy László-díj: Utolsó idők (r.: Mátyássy Áron)
- rendezés: Török Ferenc (Koccanás)
- különdíj: Pálfi György (Nem vagyok a barátod) és Gárdos Péter (Tréfa)
- női alakítás: Vass Teréz (Utolsó idők)
- férfi alakítás: Lukáts Andor (Príma primavéra)
- női epizódszereplő: Péterfy Bori (Poligamy, Napszúrás)
- férfi epizódszereplő: Kovács Lehel (Intim fejlövés, Made in Hungária)
- produceri díj: Bodzsár István (Utolsó idők, Koccanás, Hajónapló)
- elsőfilmes rendező: Szabó Simon (Papírrepülők)
- dokumentumfilm: Puskás Hungary (Almási Tamás)
- vizuális megjelenítés: Tóth Widamon Máté operatőr, Pater Sparrow rendező látványtervező, Lányi Fruzsina és Varga Judit látványtervezők (1)
- operatőr Dobos Tamás (Apaföld)
- forgatókönyv: Bíró Zsuzsa (Tréfa)
- vágó: Lemhényi Réka (Nem vagyok a barátod, Csiribiri Rózsaszín sajt)
- animációs film: FIN (r.: Glaser Katalin)
- kisjátékfilm: Napszúrás (Horváth Lili), Variációk (Esztergályos Krisztina)
- kísérleti dokumentumfilm: Csempelevél (r.: Feszt Judit és Somogyvári Gergő)
- életműdíj: Törőcsik Mari

2011
- B. Nagy László-díj: Bibliotheque Pascal (r.: Hajdu Szabolcs)
- női alakítás: Török-Illyés Orsolya (Bibliotheque Pascal)
- férfi alakítás: Nagy Zsolt (Kolorádó Kid, A Nibelung-lakópark)
- női epizódszereplő: Sárosdi Lilla (Kolorádó Kid, A Nibelung-lakópark)
- férfi epizódszereplő: Szervét Tibor (Apacsok)
- rendezés: Kocsis Ágnes (Pál Adrienn)
- látványvilág: Fillenz Ádám operatőr (Pál Adrienn)
- dokumentumfilm: Láthatatlan húrok (r.: Sós Ágnes)
- kisfilm: Itt vagyok (r.: Szimler Bálint)
- animáció: A hentes zsebrádiója (r.: Ulrich Gábor)
- forgatókönyv: Dyga Zsombor (Köntörfalak)
- életműdíj: Mészáros Márta

2012
- B. Nagy László-díj: A torinói ló (Tarr Béla)
- rendezés: Fliegauf Bence (Womb)
- különdíj: Az ember tragédiája (r.: Jankovics Marcell)
- operatőr: Fred Kelemen (A torinói ló)
- dokumentumfilm: Két világ közt (r.: Nagy Viktor Oszkár)
- kisjátékfilm: Csicska (r.: Till Attila) és Reisz Gábor (Külalak)
- animációs film: Magyar Népmesék sorozat (Kecskemétfilm, producer: Mikulás Ferenc)
- életműdíj: Sára Sándor

2013
- B. Nagy László-díj: Csak a szél (r.: Fliegauf Bence)
- női alakítás: Ónodi Eszter (Aglaja)
- férfi alakítás: Derzsi János (Drága besúgott barátaim)
- televíziós rendezés: Enyedi Ildikó és Gigor Attila (Terápia)
- különdíj: Pálfi György (Final Cut – Hölgyeim és Uraim)
- producer: Mécs Mónika (Csak a szél)
- dokumentumfilm: Börtönrap (r.: Papp Bojána)
- kisjátékfilm: Újratervezés (r.: Tóth Barnabás)
- animációs film: Nyuszi és az Őz (r.: Vácz Péter)
- életműdíj: Kende János

2014
- B. Nagy László-díj: nem adták ki
- életműdíj: Tarr Béla
- dokumentumfilm: Másik Magyarország (r.: Nagy Dénes)
- kisjátékfilm: Lágy eső (r.: Nagy Dénes)
- animációs film: Zápor (Tóth Pál)
- kísérleti film: Rimbaud (r.: Lichter Péter)
- különdíj: Groó Diana (Regina)
- külön elismerés: Csillag Ádám (dokumentumfilmes és dokumentációs tevékenység)

2015
- B. Nagy László-díj: Szabadesés (r.: Pálfi György)
- életműdíj: Banovich Tamás
- dokumentumfilm: Káin gyermekei (r.: Gerő Marcell)
- kisjátékfilm: Expedíció (r.: Szirmai Márton)
- animációs film: Symphony no. 42 (r.: Bucsi Réka)
- rendezés: Mundruczó Kornél (Fehér isten)
- operatőr: Rév Marcell (Utóélet, Fehér isten)
- női alakítás: Molnár Piroska (A nagy füzet, Szabadesés)
- férfi alakítás: Gálffi László (Utóélet, Fehér Isten)
- elsőfilmes rendező: Reisz Gábor
- különdíj: Császi Ádám (Viharsarok)

2016
- B. Nagy László-díj: Saul fia (r.: Nemes Jeles László)
- rendezés: Nemes Jeles László (Saul fia)
- férfi alakítás: Röhrig Géza (Saul fia)
- operatőr: Erdély Mátyás (Saul fia)
- hangmérnök: Zányi Tamás (Saul fia)
- elsőfilmes rendező: Ujj Mészáros Károly (Liza, a rókatündér)
- különdíj: Horváth Lili (Szerdai gyerek)
- forgatókönyv: Fekete Ibolya (Anyám és más futóbolondok a családból)
- női alakítás: Básti Juli
- női epizódszereplő: Börcsök Enikő (Szerdai gyerek)
- férfi epizódszereplő: Gáspár Tibor
- dokumentumfilm: Azok (r.: Meggyes Krisztina)
- kisfilm: Kamaszkor vége (r.: Szilágyi Fanni)
- animációs film: A nyalintás nesze (r.: Andrasev Nadja)
- életműdíj: Hildebrand István

2017
- B. Nagy László-díj: Ernelláék Farkaséknál (r.: Hajdu Szabolcs)
- életműdíj: Tóth János
- rendezés: Hajdu Szabolcs (Ernelláék Farkaséknál)
- forgatókönyv: Hajdu Szabolcs (Ernelláék Farkaséknál)
- operatőr: Szabó Gábor (A martfűi rém)
- női alakítás: Stefanovics Angéla (Liliomösvény)
- férfi alakítás: Thuróczy Szabolcs (Tiszta szívvel)
- női epizódszereplő: Szamosi Zsófia (A martfűi rém, Mindenki)
- férfi epizódszereplő: Kulka János (Félvilág, Halj már meg!)
- kisjátékfilm: Fizetésnap (Bernáth Szilárd)
- animációs film Bucsi Réka
- különdíj: Ivan és Igor Buharin (Az itt élő lelkek nagy része)
- dokumentumfilm: nem adták ki

2018
- B. Nagy László-díj: 1945 (r.: Török Ferenc)
- női alakítás: Borbély Alexandra (Testről és lélekről)
- férfi alakítás: Rudolf Péter (1945)
- rendezés: Enyedi Ildikó (Testről és lélekről)
- különdíj Mészáros Márta (Aurora Borealis – Északi fény), Vranik Roland (Az állampolgár)
- női epizódszereplő: Máhr Ági (Az állampolgár)
- férfi epizódszereplő: Mátray László (Kojot)
- forgatókönyv: Mészáros Márta, Pataki Éva és Jancsó Zoltán
- elsőfilmes rendező: Kostyál Márk (Kojot)
- dokumentumfilm: Egy nő fogságban (r.: Tuza-Ritter Bernadett), Granny project (r.: Révész Bálint)
- kisfilm: Welcome (Dudás Balázs)
- experimentális film: Fagyott május (Lichter Péter)
- animációs rövidfilm: Wireless (r.: Pataki Szandra)
- animációs film: Lengemesék (r.: Pálfi Zsolt)
- vágó: Szalay Károly (Testről és lélekről, Granny project)
- látványtervező: Ágh Márton (Jupiter holdja)
- életműdíj: Elek Judit

2019 
- B. Nagy László-díj: Egy nap (r.: Szilágyi Zsófia)
- női alakítás: Szamosi Zsófia (Egy nap)
- férfi alakítás: Hegedűs D. Géza (A hentes, a kurva és a félszemű)
- rendezés: Kenyeres Bálint (Tegnap)
- különdíj Milorad Krstić (Ruben Brandt, a gyűjtő)
- női epizódszereplő: Monori Lili (Rossz versek)
- férfi epizódszereplő: Kovács Zsolt (Rossz versek)
- forgatókönyv: Schwechtje Mihály (Remélem legközelebb sikerül meghalnod)
- operatőr: Máthé Tibor (A hentes, a kurva és a félszemű)
- elsőfilmes rendező: Schwechtje Mihály (Remélem legközelebb sikerül meghalnod)
- vágó: Rossz versek (Rossz versek)
- látványtervező: Rajk László (Napszállta)
- filmzene: Melis László (Napszállta)
- dokumentumfilm: Könnyű leckék (r.: Zurbó Dorottya)
- kisfilm: Ostrom (Kovács István)
- animációs film: Sellők és Rinocéroszok (r.: Traub Viktória)
- televíziós sorozat: Aranyélet (Mátyássy Áron és Dyga Zsombor)
- életműdíj: Ragályi Elemér

### 2020-as évek
2020 
- B. Nagy László-díj: FOMO – Megosztod, és uralkodsz (r.: Hartung Attila)
- női alakítás: Szőke Abigél (Akik maradtak)
- férfi alakítás: Hajduk Károly (Akik maradtak)
- rendezés: Bagota Béla (Valan – Az angyalok völgye)
- női epizódszereplő: Kerekes Éva (Drakulics elvtárs)
- férfi epizódszereplő:
  - Molnár Levente (Apró mesék; Foglyok)
  - Nagy Ervin (Drakulics elvtárs)
- forgatókönyv: Muhi Klára és Tóth Barnabás (Akik maradtak)
- operatőr: Dévényi Zoltán (Curtiz; Déva)
- elsőfilmes rendező: Kárpáti György Mór (Guerilla)
- vágó: Duszka Péter Gábor (FOMO – Megosztod, és uralkodsz)
- dokumentumfilm: Lili (r.: Hegedűs Péter)
- kisfilm: Casting (r.: Csoma Sándor)
- animációs film: Candide kalandjai (r.: Kreif Zsuzsa, Turai Balázs és Bera Nándor)
- életműdíj: Cserhalmi György

2021
A Covid19-pandémia miatt 2021-ben nem osztottak díjat. A 2020. és 2021. évek filmjeit, illetve alkotóit 2022-ben díjazták. 
2022
- B. Nagy László-díj: Természetes fény (r.: Nagy Dénes)
- rendezés: Kocsis Ágnes (Éden)
- női alakítás: Monori Lili (Evolúció)
- férfi alakítás: Dietz Gusztáv (Külön falka)
- női epizódszereplő: Török-Illyés Orsolya (Békeidő, Toxikoma)
- férfi epizódszereplő: Hajdu Szabolcs (Békeidő; Becsúszó szerelem)
- kisjátékfilm: Pannónia dicsérete (r.:Nagy Borbála)
- animációs film: Dűne (r.: Ulrich Gábor)
- dokumentumfilm: Tóbi színei (r.:Bakony Alexa)
- forgatókönyv: Horvát Lili (Felkészülés meghatározatlan ideig tartó együttlétre)
- operatőr: 
  - Bántó Csaba (Békeidő)
  - Réder György (Spirál; Hasadék)
- vágó: Gothár Márton (Legjobb tudásom szerint)
- elsőfilm: Külön falka (r.:Kis Hajni)
- különdíj: Nagykarácsony (r.:Tiszeker Dániel)
- életműdíj: Sándor Pál

2023
- B. Nagy László-díj: Hat hét (r.: Szakonyi Noémi Veronika)
- rendezés: Csuja László és Nemes Anna (Szelíd)
- női alakítás: Román Katalin (Hat hét)
- férfi alakítás: Vilmányi Benett (Larry)
- női epizódszereplő: Szandtner Anna (Larry)
- férfi epizódszereplő: Onofer László (Larry)
- kisjátékfilm: Pragma (r.:Szelestey Bianka)
- animációs film: Amok (r.: Turai Balázs)
- dokumentumfilm: Döntés (r.:Ugrin Julianna és Vízkelety Márton)
- legjobb kísérleti film: Melegvizek országa (r.: Igor Buharov és Ivan Buharov)
- forgatókönyv: Lányi Zsófia (Veszélyes lehet a fagyi)
- operatőr: Tóth Levente (Magasságok és mélységek)
- vágó: Lemhényi Rék (Mindörökké)
- elsőfilm:
  - Magasságok és mélységek (r.:Csoma Sándor)
  - Larry (r.: Bernáth Szilárd)
- különdíj: Mindörökké (r.:Pálfi György)
- életműdíj: Grunwalsky Ferenc
- Árvái Jolán-díj: Muhi András producer

2024
- B. Nagy László-díj: Elfogy a levegő (r.: Moldovai Katalin)
- rendezés: Szabó Mátyás (Látom, amit látsz)
- női alakítás: Krasznahorkai Ágnes (Elfogy a levegő)
- férfi alakítás: Hajduk Károly (Mesterjátszma)
- női epizódszereplő: Hatházi Rebeka (Magyarázat mindenre)
- férfi epizódszereplő: Kálid Artúr (Éger) és (A másik érintése)
- kisjátékfilm: Mária Terézia szül (r.:Cibulya Nikol)
- animációs film: 27 (r.: Buda Anna Flóra)
- dokumentumfilm: Túl közel (r.:Püsök Botond) és Falling (r.:Gyimesi Anna)
- legjobb kísérleti film: Melegvizek országa (r.: Igor Buharov és Ivan Buharov)
- forgatókönyv: Reisz Gábor és Schulze Éva (Magyarázat mindenre)
- operatőr: M. Deák Kristóf (Látom, amit látsz) és (Cicaverzum)
- vágó: Lemhényi Rék (Mindörökké)
- különdíj: Budapest siló (r.:Paczolay Zsófia) és Műanyag égbolt (r.:Bánóczki Tibor és Szabó Sarolta)
- életműdíj: Schulze Éva
- Árvái Jolán-díj: Petrányi Viktória producer

2025
- B. Nagy László-díj: Kálmán-nap (2023), Egy százalék indián (r.: Hajdu Szabolcs)
- rendezés: Vermes Dorka (Árni)
- női alakítás: Tóth Orsolya (Kálmán nap)
- férfi alakítás: Hajdu Szabolcs (Hatalom)
- női epizódszereplő: Spolarics Andrea (Árni)
- férfi epizódszereplő: Gelányi Imre (Kálmán nap)
- kisjátékfilm:
  - Diamond Beauty (r.:Korom Anna)
  - Széllel szemben (r.:Chilton Flóra)
- animációs film: Kék Pelikan (r.: Csáki László)
- dokumentumfilm:
  - KIX (r.:Mikulán Dávid, Révész Bálint)
  - Az életed nélkülem (r.:Rubi Anna)
- forgatókönyv: Hajdu Szabolcs (Kálmán nap)
- operatőr: Lehr-Juhász Péter (Árni)
- különdíj: Futni mentem (r.:Herendi Gábor)
- elsőfilm: Fekete Pont (r.:Szimler Bálint)
- életműdíj: Molnár Piroska
- Árvái Jolán-díj: Osváth Gábor producer
- Schubert Gusztáv Filmörökség Díj: Fazekas Eszter filmtörténész-filmrestaurátor